# Rumbek

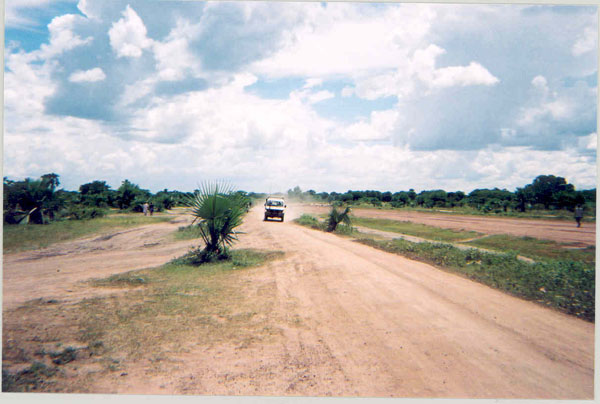
Carretera al costat de la pista d'aterratge d'emergència de Rumbek

Rumbek (رمبك) és una ciutat del Sudan del Sud. El 2004, les Nacions Unides calculaven la població del comtat de Rumbek en aproximadament 82.500 persones. En aquella època, el Dinka Agar constituïen aproximadament un 60% de la població, un 30% eren Dinka Gok, un 6% eren Bongo i un 4% eren Jur-Bel. El 2011, la població de la ciutat de Rumbek es calcula a aproximadament 32.100 habitants.

## Localització
La ciutat de Rumbek està situada al comtat o districte de Rumbek Central, a l'estat dels Llacs (Lakes) a Sudan del Sud. Això és a 377 km per carretera al nord-oest de Juba, la capital i principal ciutat del país. Està a 420 metres sobre el nivell de la mar Les coordenades de la ciutat són: 6°; 48' 36.00"N, 29° 40′ 48.00″E (Latitud:6.8100; Longitud:29.6800).

## Visió de conjunt
Rumbek és la capçalera del comtat o districte de Rumbek Central i la capital de l'Estat del Llacs (Lakes), un dels deu estats del Sudan del Sud. Després de l'acord de pau que va acabar la segona guerra civil sudanesa, el Moviment d'Alliberament del Poble Sudanès (Moviment Popular d'Alliberament del Sudan)
va escollir Rumbek per servir del centre administratiu provisional del govern del Sudan del Sud. Més Tard, Juba fou seleccionada per convertir-se en la capital permanent. Com la majoria de les ciutats sudaneses del Sud, Rumbek va patir danys significatius a la infraestructura durant la guerra civil, en què van morir uns dos milions de persones.

## Transport
La ciutat de Rumbek està al costat de la carretera principal (A43) que va de Juba al sud-est a Wau al nord-oest. Hi ha dues carreteres més petites fora de la ciutat; un a Yirol a l'est i un altre a Durbuoni al nord. Des de 2005, algunes de les carreteres s'estan arranjant amb alguna pavimentació. Rumbek també disposa de l'aeroport de Rumbek. El principal contractista de construcció a Rumbek, que treballa tant a les carreteres com a l'aeroport de és Civicon Limited.

## Punts d'interès
Els principals punts següents d'interès que es troben dins o prop de Rumbek són els següents:
- Oficines del Consell Municipal de Rumbek
- Seu del comtat de Rumbek Central
- Seu dels govern de l'estat de Llacs
- Rumbek Freedom Square, Plaça de la llibertat, un lloc a l'aire lliure al mig de la ciutat per reunions públiques i cíviques
- Sucursal del Kenya Commercial Bank
- Sucursal del Nile Commercial Bank
- Lakes State Hospital, un hospital públic administrat pel Govern Estatal de Llacs
- Aeroport de Rumbek, petit aeroport amb servei de línia aèria regular planificat i proveïdors privats de vols
- Universitat de Rumbek, una de les quatre universitats públiques al Sudan del Sud

## Personatges
- Samuel Aru Bol, politic (1929-2000)